# Neomyia chrysopyga
Neomyia chrysopyga är en tvåvingeart som först beskrevs av Fritz Isidore van Emden 1939.  Neomyia chrysopyga ingår i släktet Neomyia och familjen husflugor. Inga underarter finns listade i Catalogue of Life.